# Ylena In-Albon
Ylena In-Albon (Visp, 6 marzo 1999) è una tennista svizzera.

## Carriera
Ylena In-Albon ha vinto 12 titoli nel singolo e 11 titoli nel doppio nel circuito ITF in carriera. Il 6 giugno 2022, ha raggiunto il best ranking mondiale nel singolare, nr 110. Il 3 febbraio 2020, ha raggiunto il miglior piazzamento mondiale nel doppio, nr 225.

## Circuito WTA 125

### Singolare

#### Sconfitte (1)
| N. | Data            | Torneo                         | Superficie  | Avversaria in finale | Punteggio |
| 1. | 8 dicembre 2024 | MundoTenis Open, Florianópolis | Terra rossa | Maja Chwalińska      | 1-6, 2-6  |

## Statistiche ITF

### Singolare

#### Vittorie (12)
| Torneo $100.000 (0) |
| Torneo $80.000 (0)  |
| Torneo $75.000 (0)  |
| Torneo $60.000 (2)  |
| Torneo $50.000 (0)  |
| Torneo $40.000 (0)  |
| Torneo $25.000 (5)  |
| Torneo $15.000 (4)  |
| Torneo $10.000 (1)  |

| N.  | Data              | Torneo                                                              | Superficie  | Avversaria in finale | Punteggio        |
| 1.  | 25 settembre 2016 | Forte Village International Tournament, Pula                        | Terra rossa | Alice Balducci       | 7–5, 6–2         |
| 2.  | 3 marzo 2018      | ITF Women's Circuit Palmanova, Palma Nova                           | Terra rossa | Isabella Šinikova    | 6–1, 7–5         |
| 3.  | 25 marzo 2018     | Heraklion Hellenic Zeus Circuit, Heraklion                          | Terra rossa | Anna Bondár          | 4–6, 7–6(3), 6–1 |
| 4.  | 27 maggio 2018    | Women Oeiras Magnesium, Oeiras                                      | Terra rossa | Tamaryn Hendler      | 7–5, rit.        |
| 5.  | 15 luglio 2018    | Olevra Cup, Setúbal                                                 | Cemento     | Dea Herdželaš        | 7–5, 6–2         |
| 6.  | 24 febbraio 2019  | All Japan Indoor Tennis Championships, Kyoto                        | Cemento (i) | Zhang Kailin         | 6–2, 6–3         |
| 7.  | 30 maggio 2021    | ITF Women's Circuit Antalya, Adalia                                 | Terra rossa | Luisa Meyer          | 6-3, 6-2         |
| 8.  | 27 giugno 2021    | ITF Open Klosters, Klosters                                         | Terra rossa | Andreea Prisăcariu   | 6-3, 6-2         |
| 9.  | 25 luglio 2021    | Open International Des Contamines-Montjoie, Les Contamines-Montjoie | Terra rossa | Jodie Burrage        | 4-6, 7-5, 7-5    |
| 10. | 29 agosto 2021    | Verbier Open, Verbier                                               | Terra rossa | Ėrika Andreeva       | 6-1, 6-4         |
| 11. | 15 maggio 2022    | Edge Open Saint-Gaudens Occitanie, Saint-Gaudens                    | Terra rossa | Carolina Alves       | 4-6, 6-4, 6-3    |
| 12. | 2 ottobre 2022    | ForteVillage ITF Trophy, Pula                                       | Terra rossa | Noma Noha Akugue     | 6-3, 6-2         |

#### Sconfitte (10)
| Torneo $100.000 (0) |
| Torneo $80.000 (2)  |
| Torneo $75.000 (0)  |
| Torneo $60.000 (1)  |
| Torneo $50.000 (0)  |
| Torneo $40.000 (0)  |
| Torneo $25.000 (5)  |
| Torneo $15.000 (1)  |
| Torneo $10.000 (1)  |

| N.  | Data             | Torneo                                                      | Superficie  | Avversaria in finale   | Punteggio   |
| 1.  | 6 novembre 2016  | Forte Village International Tournament, Pula                | Terra rossa | Vanda Lukács           | 1-6, 2-6    |
| 2.  | 12 novembre 2017 | Lyttos Beach ITF Pro Circuit, Heraklion                     | Terra rossa | Irina Ramialison       | 1–6, 4–6    |
| 3.  | 31 ottobre 2021  | Torneig Internacional Els Gorchs, Les Franqueses del Vallès | Cemento     | Maryna Zanevs'ka       | 6(5)-7, 4-6 |
| 4.  | 27 marzo 2022    | Dove Men Care, Medellín                                     | Terra rossa | Suzan Lamens           | 4-6, 2-6    |
| 5.  | 29 maggio 2022   | Città di Grado Tennis Cup, Grado                            | Terra rossa | Elisabetta Cocciaretto | 2-6, 2-6    |
| 6.  | 9 ottobre 2022   | ForteVillage ITF Trophy, Pula                               | Terra rossa | Caijsa Hennemann       | 1-6, 5-7    |
| 7.  | 23 ottobre 2022  | ForteVillage ITF Trophy, Pula                               | Terra rossa | Brenda Fruhvirtová     | 0-6, 1-6    |
| 8.  | 27 novembre 2022 | Open Ciudad de Valencia, Valencia                           | Terra rossa | Marina Bassols Ribera  | 4-6, 0-6    |
| 9.  | 30 aprile 2023   | ForteVillage ITF Trophy, Pula                               | Terra rossa | Nikola Bartůňková      | 0-6, 5-7    |
| 10. | 21 gennaio 2024  | Buenos Aires Women's, Buenos Aires                          | Terra rossa | Maria Sara Popa        | 2-6, 0-6    |

### Doppio

#### Vittorie (11)
| Torneo $100.000 (0) |
| Torneo $80.000 (1)  |
| Torneo $75.000 (0)  |
| Torneo $60.000 (0)  |
| Torneo $50.000 (0)  |
| Torneo $40.000 (0)  |
| Torneo $25.000 (5)  |
| Torneo $15.000 (3)  |
| Torneo $10.000 (2)  |

| N.  | Data              | Torneo                                                         | Superficie  | Compagna               | Avversarie in finale                    | Punteggio              |
| 1.  | 28 ottobre 2016   | Forte Village International Tournament, Pula                   | Terra rossa | Giorgia Marchetti      | Lisa Ponomar Michele Alexandra Zmău     | 4–6, 6–2, [10–8]       |
| 2.  | 4 novembre 2016   | Forte Village International Tournament, Pula                   | Terra rossa | Giorgia Marchetti      | Anna Remondina Dalila Spiteri           | 6–1, 6–3               |
| 3.  | 12 novembre 2017  | Heraklion Hellenic Zeus Circuit, Heraklion                     | Terra rossa | Mana Ayukawa           | Franziska Kommer Laura Schaeder         | 6–4, 6–3               |
| 4.  | 30 gennaio 2021   | Movistar World Tennis Tour, Manacor                            | Cemento     | Camilla Rosatello      | Ángela Fita Boluda Oksana Selechmet'eva | 7-6(3), 6(9)-7, [10-5] |
| 5.  | 22 maggio 2021    | ITF Women's Circuit Antalya, Adalia                            | Terra rossa | Katharina Hobgarski    | Eva Vedder Stéphanie Visscher           | 6-3, 6-3               |
| 6.  | 23 ottobre 2021   | ITF Future Hamburg, Amburgo                                    | Cemento (i) | Kamilla Bartone        | Olivia Gadecki Sada Nahimana            | 6-4, 6-3               |
| 7.  | 19 marzo 2022     | Copa BNP Paribas, Anapoima                                     | Terra rossa | Réka Luca Jani         | María Carlé Laura Pigossi               | 1-6, 6-3, [10-7]       |
| 8.  | 25 novembre 2022  | Open Ciudad de Valencia, Valencia                              | Terra rossa | Cristina Bucșa         | Irina Chromačëva Iryna Šymanovič        | 6-3, 6-2               |
| 9.  | 13 settembre 2024 | Reus Women's, Reus                                             | Terra rossa | María Portillo Ramírez | Julia Grabher Caroline Werner           | 6-4, 6-3               |
| 10. | 11 ottobre 2024   | Internacioales de Andalucia Copa Nadia, Siviglia               | Terra rossa | Ángela Fita Boluda     | Aliona Bolsova Martha Matoula           | 6-2, 6-1               |
| 11. | 23 marzo 2025     | Open Sabadell Torneig Internacional de Tennis Femení, Sabadell | Terra rossa | Aliona Bolsova         | Živa Falkner Pia Lovrič                 | 6-4, 6-0               |

#### Sconfitte (13)
| Torneo $100.000 (0) |
| Torneo $80.000 (0)  |
| Torneo $75.000 (0)  |
| Torneo $60.000 (1)  |
| Torneo $50.000 (0)  |
| Torneo $40.000 (1)  |
| Torneo $25.000 (5)  |
| Torneo $15.000 (5)  |
| Torneo $10.000 (1)  |

| N.  | Data             | Torneo                                                              | Superficie      | Compagna            | Avversarie in finale                    | Punteggio           |
| 1.  | 22 ottobre 2016  | Forte Village International Tournament, Pula                        | Terra rossa     | Giorgia Marchetti   | Federica Bilardo Tatiana Pieri          | 4–6, 5-7            |
| 2.  | 17 febbraio 2017 | Internazionali di Bergamo, Bergamo                                  | Terra rossa (i) | Martina Colmegna    | Tatiana Pieri Lucrezia Stefanini        | 6-3, 3-6, [6-10]    |
| 3.  | 11 marzo 2017    | G&V Hospital Cup, Solarino                                          | Sintetico       | Tatiana Pieri       | Laura-Ioana Andrei Petra Krejsová       | 0–6, 3–6            |
| 4.  | 18 marzo 2017    | G&V Hospital Cup, Solarino                                          | Sintetico       | Georgia Brescia     | Laura-Ioana Andrei Petra Krejsová       | 3–6, 2–6            |
| 5.  | 7 settembre 2019 | Montreux Ladies Open, Montreux                                      | Terra rossa     | Conny Perrin        | Xenia Knoll Mandy Minella               | 3-6, 4-6            |
| 6.  | 12 ottobre 2019  | Forte Village International Tournament, Pula                        | Terra rossa     | Giorgia Marchetti   | Amina Anšba Anastasia Dețiuc            | 5-7, 1-6            |
| 7.  | 23 gennaio 2021  | Movistar World Tennis Tour, Manacor                                 | Cemento         | Valentina Ryser     | Ángela Fita Boluda Oksana Selechmet'eva | 1–6, 6–4, [5–10]    |
| 8.  | 20 febbraio 2021 | AK Ladies Open, Altenkirchen                                        | Sintetico (i)   | Viktorija Golubic   | Paula Kania-Choduń Julia Wachaczyk      | 6(5)–7, 4–6         |
| 9.  | 13 marzo 2021    | Movistar World Tennis Tour, Manacor                                 | Cemento         | Rebeka Masarova     | Ángela Fita Boluda Oksana Selechmet'eva | 2–6, 7–5, [8–10]    |
| 10. | 23 luglio 2021   | Open International Des Contamines-Montjoie, Les Contamines-Montjoie | Terra rossa     | María Lourdes Carlé | Diāna Marcinkēviča Chiara Scholl        | 6-3, 2-6, [7-10]    |
| 11. | 26 novembre 2021 | Internazionali Tennis Val Gardena Südtirol, Ortisei                 | Cemento (i)     | Susan Bandecchi     | Eudice Chong Moyuka Uchijima            | 2-6, 6-1, [5-10]    |
| 12. | 27 ottobre 2023  | ForteVillage ITF Trophy, Pula                                       | Terra rossa     | Katharina Hobgarski | Martina Colmegna Guillermina Naya       | 2-6, 7-6(6), [8-10] |
| 13. | 25 gennaio 2025  | La Marsa Women's Tennis Tour, La Marsa                              | Cemento         | Ángela Fita Boluda  | Guo Meiqi Xiao Zhenghua                 | 3-6, 4-6            |